# Talpa (geslacht)
Talpa is een geslacht van zoogdieren uit de familie der mollen (Talpidae). De wetenschappelijke naam van het geslacht werd in 1758 gepubliceerd door Carl Linnaeus. De naam talpa is Latijn voor 'mol'. 
Het geslacht telt zestien soorten, verspreid over Europa en West-Azië. Enkele van de soorten, waaronder de met uitsterven bedreigde Perzische mol, komen slechts in kleine gebieden voor.

## Soorten
Er worden 16 soorten in dit geslacht geplaatst:
- Talpa altaica Nikolsky, 1883
- Talpa aquitania Nicolas, Martínez-Vargas, & Hugot, 2017
- Talpa caeca Savi, 1822 – Blinde mol
- Talpa caucasica Satunin, 1908
- Talpa davidiana (Milne-Edwards, 1884) – Perzische mol
- Talpa europaea Linnaeus, 1758 – Europese mol
- Talpa hakkariensis Gündüz et al., 2023
- Talpa levantis Thomas, 1906
- Talpa martinorum Kryštufek et al., 2018
- Talpa occidentalis Cabrera, 1907 – Iberische blinde mol
- Talpa ognevi Stroganov, 1944
- Talpa romana Thomas, 1902 – Romeinse mol
- Talpa stankovici V. Martino & E. Martino, 1931 – Balkanmol
- Talpa streeti Lay, 1965
- Talpa talyschensis Vereschchagin, 1945
- Talpa transcaucasica Dahl, 1944